# Iranattus
Iranattus is een geslacht van spinnen uit de familie springspinnen (Salticidae). De typesoort van het geslacht is Iranattus rectangularis.

## Soorten
De volgende soorten zijn bij het geslacht ingedeeld:
- Iranattus rectangularis Prószyński, 1992